# Río Itapecuru
El río Itapecuru, también conocido como Itapicuru (aunque no debe de confundirse con el río Itapicuru del estado de Bahía), es un largo río del nordeste de Brasil que baña el estado de Maranhão. Tiene una longitud total de 897 km, drena una cuenca de 54 027 km² y pertenece a la Región Hidrográfica del Atlântico Nordeste. Desemboca en la bahía de São José en el golfo de Maranhão.
El Itapecurú abastece al 75% de la población de  São Luís do Maranhão, además de a otras ciudades. El ancho del río varía desde los 50 m hasta los 120 m.

## Geografía

### La cuenca del Itapecurú
La cuenca del Itapecurú se extiende al este de Maranhão, ocupando una considerable área de sur a norte, en terrenos relativamente bajos y de suaves ondulaciones, con un total de aproximadamente 54.027 km². Constituye la divisoria entre las cuencas del río Parnaíba, en el este, y del río Mearim, en el oeste. Conforme a SUDENE, la Superintendencia de Desarrollo del Nordeste (Superintendência de Desenvolvimento do Nordeste), el río Itapecuru se puede caracterizar físicamente en 3 regiones: alto, medio y bajo. Entre los principales factores que determinan esa caracterización se pueden mencionar: la red de drenaje, el relieve y la navegabilidad.

### Alto Itapecuru
El río Itapecurú nace en la confluencia de las sierras de Itapecurú, Croeira y Alpercatas. El río discurre en esta parte alta en dirección este, entre las sierras de Alpercatas, al norte, y la de Itapecurú, al sur. Tras pasar por la pequeña localidad de Roçado, el río vira hacia el noreste, alcanzando Mirador (20 434 hab. en 2010), Sâo Româo y Colinas (39 167 hab.), donde se le une, por la izquierda, su principal aflfuente, el río Alpercatas y finaliza el tramo alto.
Desde su naciente en el municipio de Mirador, el río está preservado y protegido por el Parque Estatal del Mirador, donde la COOPERMIRA (Cooperativa de los Técnicos en Protección Ambiental del Parque Estatal del Mirador), ejerce la responsabilidad de gestionar esa Unidad con un trabajo de vigilancia y educación medio ambiental, presidida por Laaércio Pereira de Araujo. En esta zona alta predominan las mesetas, llanuras y costas, con un relieve fuertemente ondulado, alcanzándose altitudes de 350 metros en las sierras de Itapecurú, Croeira y Boa Vista. Es una región de difícil navagabilidad, siendo posible sólo en pequeñas canoas hasta el río Alpercatas, en Colinas.

### Medio Itapecuru
El tramo medio está comprendido entre las ciudades de Colinas y  Caxias (155 202 hab.), un tramo en el que prevalece el relieve de mesetas bajas, con ondulaciones de suaves a fuertes, siendo la diferencia de altitud de unos 60 metros. El río pasa cerca de la localidad de Jatobá (8526 hab.) y después, tras recibir a los ríos Corrientes, Pucumã y Santo Amaro, llega a Caxias.

### Bajo Itapecurú
Se extiende desde Caxias hasta la boca en el estuario, situada en la bahía de São José. Se caracteriza por un relieve de suave a ondulado. Es un tramo de mayor navegabilidad que, sin embargo, se ve obstaculizada por la baja pendiente del terreno, que finalmente acababa formando bancos de arena a partir de Itapecurú-Mirim hasta la boca.
El río vira en este tramo hacia el noroeste y tras recibir al río Gameleira, llega a Codó (118 072 hab.), la mayor ciudad de todo su curso, donde recibe al río Codòzinho. Sigue por Timbiras  (28 007 hab.), Coroatá (61 653 hab.) y Pirapemas (17 358 hab.), donde le abordan los ríos Pirapemas y Peritoró. Continua hacia el norte alcanzando las ciudades de Cantanhede (20 457 hab.), Itapecurú-Mirim  (62 123 hab.) y,  próxima a la desembocadura, Rosário (39 582 hab.). El río desagua 8 km más abajo, en la bahía de São José en el golfo de Maranhão, en un lugar donde se encuentran las ruinas del antiguo fuerte de Vera Cruz o del Calvário.

## Hidrometria
El caudal del río ha sido observado durante 24 años (1968-92) en Cantanhede, una ciudad de Maranhão que se encuentra a 222 km de su desembocadura en la bahía de São José. El caudal medio anual y el módulo observado en Cantanhede durante este período fue de 253 m³/s para una cuenca de 50 800 km², más del 90% de la cuenca total del río.
La lámina de agua que  fluye en esta parte, la más importante de la cuenca del Itapecuru, alcanzó la cifra de 157 mm/año, que puede considerarse más bien baja, pero en consonancia con los valores observados en la región del nordeste de Brasil.
El Itapecurú es una corriente bastante irregular, con un período de estiaje a veces grave, a lo largo de siete meses, de junio a diciembre, lo que corresponde a una larga estación seca.  El caudal mensual medio de los meses del período de aguas bajas es aproximadamente trece veces menor que el caudal medio mensual del periodo de crecidas (octubre: 58,9 m³/s - abril: 793 m³/s).  En el período de observación de 24 años, el caudal mensual mínimo fue de 35,1 m³/s (septiembre-octubre), mientras que el caudal mensual máximo asciende a 2570 m³/s y se observó en abril.
| Caudal medio mensual del Itapecuru en la estación hidrométrica de Cantanhede (Datos calculados en 24 años, 1968-92, en m³/s) |
| |